# Karel Vodička
Karel Vodička (* 27. März 1949 in Ústí nad Labem, Tschechoslowakei; † 9. Februar 2021) war ein tschechisch-deutscher Politikwissenschaftler.

## Leben
Karel Vodička studierte Rechtswissenschaften an der Karls-Universität Prag. 1978 absolvierte er sein Staatsexamen mit Prädikat, 1981 folgte die Promotion. Seit 1982 wirkte er als wissenschaftlicher Mitarbeiter an der Jan-Evangelista-Purkyně-Universität, parallel dazu absolvierte er im Fernstudium wissenschaftliche Aspirantur.
1985 flüchtete Vodička mit Familie ins politische Exil in die Bundesrepublik Deutschland. Für die „Straftat Republikflucht“ wurde er von der kommunistischen Justiz in Abwesenheit zu der Höchststrafe verurteilt, drei Jahre Haft ohne Bewährung. Im Exil engagierte er sich im antikommunistischen Widerstand, vermittelte zwischen den Menschenrechtsorganisationen und dem tschechischen Dissens und war publizistisch aktiv. Der Parteitag der Sozialdemokratischen Exilpartei wählte ihn 1989 in das Central Executive Committee.
Beruflich war Vodička als wissenschaftlicher Mitarbeiter im Collegium Carolinum München, an der Helmut-Schmidt-Universität Hamburg, Institut für Internationale Politik, und im Hannah-Arendt-Institut für Totalitarismusforschung an der TU Dresden tätig, parallel dazu 1998–2008 als Lehrbeauftragter an der Karls-Universität Prag, Fakultät für Sozialwissenschaften.

## Forschung
Vodička wies im Frühjahr 1989 auf den bevorstehenden Zusammenbruch des Kommunismus im Ostblock hin (Aufsatz „Motivationskrise: Krebs des realen Sozialismus“). Damit gehört er zu den wenigen Politologen, die dies rechtzeitig angekündigt haben. Seine Forschungsschwerpunkte waren die Demokratiekonsolidierung im postkommunistischen EU-Raum, das politische System Tschechiens, die Teilung der Tschechoslowakei und die Roma in der Slowakei.

## Schriften (Auswahl)
- mit Hans-Dietrich Genscher: Zündfunke aus Prag. Wie 1989 der Mut zur Freiheit die Geschichte veränderte, dtv, München 2014, ISBN 978-3-423-28047-1.
- Die Prager Botschaftsflüchtlinge 1989. Geschichte und Dokumente. Mit Prolog von Hans-Dietrich Genscher sowie unter Mitarbeit von Jan Gülzau und Petr Pithart. V&R unipress, Osnabrück 2014, ISBN 978-3-8471-0345-5.
- mit Günther Heydemann (Hrsg.): Vom Ostblock zur EU. Systemtransformationen 1990–2012 im Vergleich, Bonn 2013, ISBN 978-3-8389-0353-8; darin: 
  - Tschechien. S. 165–192.
  - Bulgarien. S. 289–318.
  - Postkommunistischer EU-Raum. Konsolidierungsstand und Perspektiven. S. 319–380.
- mit Ladislav Cabada: Politický systém České republiky. Historie a současnost (Das politische System Tschechiens. Geschichte und Gegenwart), Prag, 3. Auflage 2011, ISBN 978-80-7367-893-7.
- Das politische System Tschechiens, Wiesbaden 2005, ISBN 978-3-8100-4083-1.
- Das politische System Tschechiens. In: Wolfgang Ismayr (Hrsg.): Die politischen Systeme Osteuropas. Wiesbaden 2010, S. 275–316, ISBN 978-3-531-17181-4.
- Tschechien. Politischer Konsolidierungsprozeß 1989–2009. In: Clemens Vollnhals (Hrsg.): Jahre des Umbruchs. Göttingen 2011, S. 299–314, ISBN 978-3-525-36919-7.
- „Juden, Zigeunern und Hunden Zutritt verboten!“ Roma in der nationalsozialistischen Slowakei. In: Felicitas Fischer von Weikersthal u. a. (Hrsg.): Der nationalsozialistische Genozid an den Roma Osteuropas. Köln, Weimar, Wien 2008, S. 43–82, ISBN 3-412-20181-2.
- Die Teilung der Tschechoslowakei. In: Österreichische Osthefte. 46. Jahrgang, Heft 1–2/2004, S. 5–20. ISSN 0029-9375.
- (Hrsg.): Dělení Československa. Deset let poté… (Die Teilung der Tschechoslowakei. Zehn Jahre danach…), Verlag Volvox Globator, Prag 2003, ISBN 80-7207-479-2.
- (Hrsg.): Abschied von der Tschechoslowakei. Ursachen und Folgen der tschechisch-slowakischen Trennung, Köln 1993, ISBN 3-8046-8803-9.